# Château d'eau (Fontenay-le-Comte)
Pour les articles homonymes, voir Château d'eau (homonymie).
Le château d'eau de Fontenay-le-Comte est un château d'eau située à Fontenay-le-Comte, (Vendée).

## Localisation
Le château d'eau est situé au 54 rue André Tiraqueau à Fontenay-le-Comte, en Vendée.

## Description
Le château d'eau est construit en calcaire et en pierre de taille. Les formes de l'édifice sont inspirées de l'architecture militaire. Le toit en terrasse est recouvert d'une pelouse. Le pavillon d'entrée est couvert d'un toit en pavillon en tuile.

## Histoire
En 1819, Jean-Alexandre Cavoleau, en quête de solutions innovantes, sollicite son ami, le maire de la cité, Jean-Mathias Cougnaud, afin que ce dernier prenne l'initiative de requérir les services de l'ingénieur Tardieu, en provenance de Paris, pour entreprendre une étude exhaustive des sources environnantes. Toutefois, la démission de Jean-Mathias Cougnaud compromet gravement l'aboutissement de ce projet. En 1825, un nouveau projet est formulé sous l'égide du maire Claude Tendron de Vassé. Ce projet vise à acheminer, par l'entremise d'une machine à vapeur, le trop-plein des fontaines situées dans la partie supérieure de la ville. Néanmoins, le coût prohibitif de cette entreprise ne permet pas sa mise en œuvre.
Le 21 mai 1861, à l'occasion de la réactivation du projet, il est décidé l'établissement d'un service d'eau. Cette idée, loin d'être abandonnée, suscite des études approfondies. Le 13 août 1866, après une délibération du conseil municipal, l'architecte de la ville, Arsène Charrier, est chargé de mener à bien cette entreprise. En septembre 1868, la construction du bassin de captation des eaux, situé rue Genève, est initiée et les travaux s'achèvent en juin 1870. 
Afin de permettre au mécanicien de service de rejoindre dans les plus brefs délais les bassins du château d'eau en cas d'incident, sans avoir à prendre la rue du Calvaire — devenue rue de la Commanderie, puis rue Michel Crépeau en 1996 — près de la barrière du Marchoux, puis gagner la rue André Tiraqueau, il est décidé par deux délibérations du conseil municipal, du 27 février et du 17 juillet 1869 — approuvées par l'administration préfectorale le 18 octobre 1870 — d'ouvrir une nouvelle voie qui prend le nom de « rue du Château d'Eau », située entre la rue Tiraqueau et la barrière du Marchoux. 
En 1898, un troisième réservoir est érigé, validé par le conseil municipal lors de sa séance du 9 février de la même année et les travaux sont adjugés le 2 mai suivant. Une demeure destinée au gardien est également édifiée. Néanmoins, il convient de noter que la distribution de l'eau dans les divers quartiers de la ville se fait parfois avec une certaine difficulté en raison d'une pression insuffisante. Ainsi, il en résulte que, dès que le niveau d'eau vient à diminuer dans les réservoirs, la distribution devient impraticable. Pour pallier cette situation, un nouveau réservoir est construit en 1924, doté d'une capacité de 250 m3, édifié au sud des réservoirs existants, permettant ainsi un approvisionnement régulier des quartiers élevés. Les plans de cette infrastructure sont conçus par l'architecte Abel Filuzeau. Les travaux, quant à eux, sont adjugés le 27 octobre de cette même année et leur réalisation est confiée à l'entreprise fontenaisienne Raoul Moreau.
Le 19 avril 1950, après une délibération du conseil municipal, il est décidé de procéder à la construction d'un second réservoir cylindrique en béton armé, doté d'une capacité de 400 m3. Les plans sont élaborés par l'architecte Fournier. L'adjudication des travaux intervint le 20 juin 1950 et leur exécution est confiée à l’entreprise fontenaisienne Marcel-Léon Henri. Par la suite, deux autres châteaux d'eau sont édifiés par l'entreprise challandaise de travaux publics, afin de faire face à l'accroissement des besoins. L'un d'eux est réalisé dans la cité du Porteau entre 1966 et 1968, tandis que le second voit le jour dans le quartier des Moulins-Liots entre 1972 et 1974. 
En 1977, est mise en service une seconde source d'approvisionnement en eau, localisée au Gros Noyer, qui s'avère pouvoir fournir les deux tiers de la consommation en vigueur. Les deux réservoirs du château d'eau, édifié en 1870, ont été détruits en 1991, marquant ainsi une étape significative dans l'évolution des infrastructures hydrauliques de la région.